# Latvajärvi (sjö i Finland, Norra Österbotten, lat 65,72, long 29,93)
Latvajärvi är en sjö i Finland. Den ligger i kommunen Kuusamo i landskapet Norra Österbotten, i den nordöstra delen av landet, 700 km norr om huvudstaden Helsingfors. Latvajärvi ligger 259,3 meter över havet. Arean är 77,5 hektar och strandlinjen är 9,31 kilometer lång. Sjön  ingår i Kems huvudavrinningsområde. 